# Geografia della Namibia

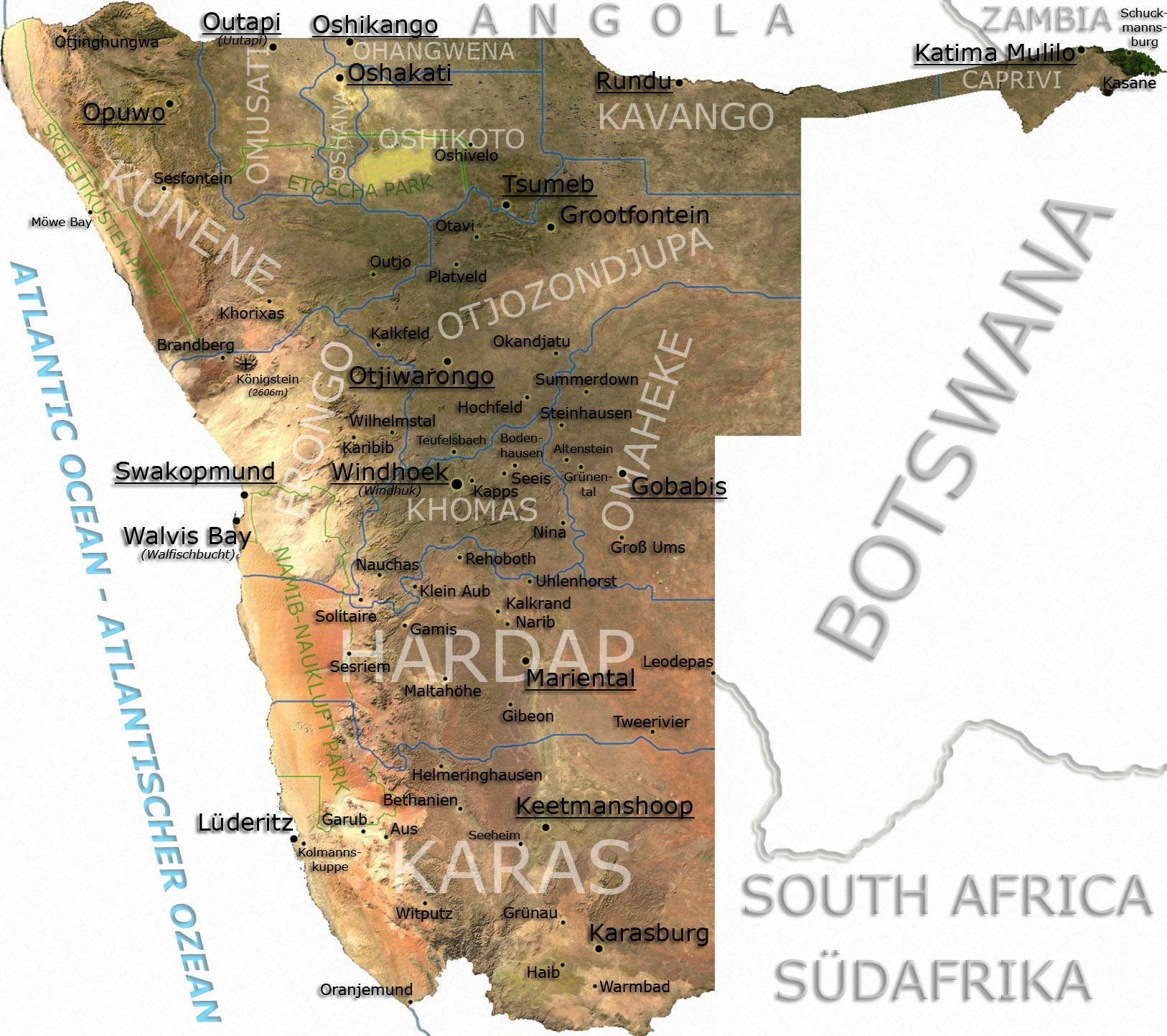
Cartina geografica della Namibia

La geografia della Namibia è caratterizzata dalla presenza di vaste pianure desertiche e/o semi-desertiche, in gran parte in quota, dall'estrema scarsità di bacini d'acqua dolce, da un'enorme ricchezza geologica e mineraria.

## Posizione
La Namibia si trova nell'Africa sudoccidentale, affacciata sull'Oceano Atlantico per 1.572 km di costa. Confina a nord con l'Angola (per 1.376 km), a nordest con lo Zambia e lo Zimbabwe (233 km), a est col Botswana (360 km) e a sud con il Sudafrica (855 km). I confini a nordest delimitano una sottile striscia di terra, detta dito di Caprivi, che si spinge fino al fiume Zambesi, e che appartiene politicamente al paese per motivi storici. La superficie totale del paese è 825 418 km².

## Morfologia
Il territorio della Namibia comprende quattro aree principali. Lungo la metà meridionale della costa atlantica si snoda il deserto del Namib, che si spinge nell'entroterra fino a un massimo di 130 km e costituisce circa il 15% del territorio del paese. È un deserto in gran parte sabbioso e caratterizzato da alcune delle dune più alte del mondo; vi si trovano però anche formazioni rocciose e grandi canyon di origine erosiva, come il Fish River Canyon o il canyon di Sesriem. Il centro del paese è occupato da un vasto altopiano disposto lungo la direttrice nord-sud, con un'altezza compresa fra i 1000 e i 2000 m s.l.m., e caratterizzato da un paesaggio relativamente vario, con pianure sabbiose, sassose ed erbose, e rilievi isolati. A sud, l'altopiano è delimitato dal fiume Orange; verso sudest, l'altopiano scende gradualmente confluendo nel deserto del Kalahari, situato a cavallo fra Namibia e Sudafrica. Verso nord, l'altopiano si allarga, confluendo nella vasta regione a cui appartengono la distesa salina dell'Etosha Pan e la pianura alluvionale del Kavango, che costituisce l'area più verde del paese.
Se si esclude l'altopiano centrale, la Namibia è quasi priva di sistemi montuosi significativi, con l'unica eccezione della regione costiera del Kaokoland (estremità nordoccidentale del paese). Vi si trovano invece numerose montagne granitiche isolate, in gran parte di origine vulcanica, come lo Spitzkoppe e il Brandberg; quest'ultimo raggiunge la massima altitudine del paese (2606 m) con la vetta del Königstein.

## Geologia
Il suolo della Namibia è ricco di risorse minerali, inclusi diamanti, rame, uranio, oro, piombo, stagno, litio, cadmio, zinco, vanadio e gas naturale.

## Idrografia
La Namibia è caratterizzata da un'estrema scarsità di precipitazioni. Gli unici fiumi perenni sono quelli che corrono lungo i confini del paese, ovvero il Kunene, il Kavango, lo Zambesi e il Kwando. I corsi d'acqua interni sono tutti effimeri, e spesso rimangono asciutti per interi anni.

## Clima
Il clima della Namibia è quasi ovunque desertico o semi-desertico, con precipitazioni scarsissime e variabili. La parte più settentrionale ha un clima subtropicale.
L'aridità del clima deriva dalla fredda corrente del Benguela.